# Meet Me in Montenegro
"Meet Me en Montenegro" (Encuéntrate Conmigo en Montenegro) es una película romántica escrita y dirigida por Alex Holdridge y Linnea Saasen. Tuvo su estreno en el Festival Internacional de Cine de Toronto en septiembre de 2014. La película está siendo distribuida por The Orchard y tendrá su lanzamiento en los cines de Norteamérica en el verano de 2015. La película vio su lanzamiento en festivales de toda Europa a lo largo de 2015. Festival Internacional de Cine de Edimburgo, Festival de Cine de Múnich, Festival Internacional de Cine de Dublín, de cámara Festival Internacional de Cine Independiente de Cracovia, Festival Internacional de Cine de Tromsø.

## Reparto
- Deborah Ann Woll como Wendy
- Rupert Friend como Stephen
- Jennifer Ulrich como Federieke
- Alex Holdridge como Anderson
- Linnea Saasen como Lina

Con el apoyo elenco que incluye:
- Stuart Manashil como Sam
- Ben Braun como Patrick
- Mia Jacob como Katherine

## Producción
La película ha sido rodada en Berlín, Los Ángeles, Londres Montenegro y Macedonia. El rodaje en cada país se hizo entre noviembre de 2011 a marzo de 2015. La posproducción se hizo en Berlín.
- Datos: Q14071865